# 20454 Pedrajo
20454 Pedrajo este un asteroid din centura principală de asteroizi.

## Descriere
20454 Pedrajo este un asteroid din centura principală de asteroizi. A fost descoperit pe 9 iunie 1999 la Socorro, New Mexico, în cadrul proiectului LINEAR. Asteroidul prezintă o orbită caracterizată de o semiaxă mare de 2,47 ua, o excentricitate de 0,16 și o înclinație de 6,9° în raport cu ecliptica.